# Sepsina tetradactyla
Sepsina tetradactyla är en ödleart som beskrevs av  Peters 1874. Sepsina tetradactyla ingår i släktet Sepsina och familjen skinkar.

## Underarter
Arten delas in i följande underarter:
- S. t. tetradactyla
- S. t. hemptinnei